# Список судинних рослин України
Список судинних рослин України містить перелік з 3793 місцевих видів, які зареєстровані на території України. Список налічує 77 видів судинних спорових, 15 видів голонасінних і 3695 видів покритонасінних (у тому числі 57 — натуралізованих й 13 — ймовірно вимерлих) рослин. Культивовані та випадкові чужорідні види рослин до таблиці не включені.
Більшість видів нашої флори — багаторічні трав'янисті рослини (≈ 63%), досить багато однорічників (≈ 22%) і небагато дворічників (≈ 7%), кущі, кущики й напівкущі складають ≈ 6%, дерева — ≈ 2%. Україна має досить різноманітні флористичні комплекси, що зумовлене як широтним розподілом зон так і наявністю гірських систем Карпат і Криму, гранітних, крейдяних і вапнякових оголень, піщаних, засолених, болотних, і водних місць зростання.

## Судинні спорові

### Відділ плауноподібні Lycopodiophyta
Три родини плауноподібних представляють три порядки рослин: молодильники (Isoëtales), плауни (Lycopodiales) та нитинки (Selaginellales) відповідно.
| №  | Вид                                                                        | Розповсюдження в Україні | Джерело інформації | Родина                    | Зображення |
| -- | -------------------------------------------------------------------------- | --- | ------------------ | ------------------------- | ---------- |
| 1  | Молодильник озерний Isoëtes lacustris L.                                   | На дні озер, на глибині до 1 м — на західному Поліссі, дуже рідко. У ЧКУ має статус «вразливий»                                                           | [ 3 ]              | Молодильникові Isoëtaceae |            |
| 2  | Зелениця альпійська Diphasiastrum alpinum (L.) Holub                       | На гірських луках, скелях — у Карпатах. У ЧКУ має статус «рідкісний»                                                                                      | [ 4 ]              | Плаунові Lycopodiaceae    |            |
| 3  | Зелениця сплющена Diphasiastrum complanatum (L.) Holub                     | У лісах, переважно хвойних — у Карпатах, на Поліссі, дуже рідко. У ЧКУ має статус «рідкісний»                                                             | …                  | …                         |            |
| 4  | Зелениця триколоскова Diphasiastrum tristachyum (Pursh) Holub              | У лісах — на Поліссі, дуже рідко. У ЧКУ має статус «зникаючий»                                                                                            | …                  | …                         |            |
| 5  | Баранець звичайний Huperzia selago (L.) Bernh. ex Schrank & Mart.          | У тінистих сирих лісах, на скелях, щебенистих схилах, на сирих ґрунтах — у Карпатах, нерідко; на Поліссі, рідко. У ЧКУ має статус «неоцінений»            | [ 5 ]              | …                         |            |
| 6  | Плаунець торфовий Lycopodiella inundata (L.) Holub                         | На торф'яних болотах і вологих піщаних місцях — на Поліссі, Лісостепу, по річках заходить в Степ; доволі рідко. У ЧКУ має статус «вразливий»              | [ 4 ]              | …                         |            |
| 7  | Плаун колючий Lycopodium annotinum L.                                      | У вологих, переважно соснових і змішаних лісах — у Карпатах, на Поліссі, б. м. звичайний; у Лісостепу, зрідка. У ЧКУ має статус «неоцінений»              | …                  | …                         |            |
| 8  | Плаун звичайний Lycopodium clavatum L.                                     | У соснових і змішаних лісах — у Карпатах, на Поліссі звичайний; в Лісостепу, рідше, в пн. ч. Степу, дуже рідко                                            | …                  | …                         |            |
| 9  | Нитинка швайцарська Selaginella helvetica (L.) Spring                      | На вологих замшілих луках, затінених скелях, андезиту і вапняках — у Карпатах від 170 до 350 м н. р. м., дуже рідко. У ЧКУ має статус «зниклий у природі» | [ 3 ]              | Нитинкові Selaginellaceae |            |
| 10 | Нитинка терниста Selaginella selaginoides (L.) P.Beauv. ex Schrank & Mart. | На вологих скелях, на берегах струмків — у високогір'ях Карпат, дуже рідко. У ЧКУ має статус «вразливий»                                                  | …                  | …                         |            |

### Відділ Папоротеподібні Polypodiophyta
До порядку багатоніжки (Polypodiales) належать родини: Aspleniaceae, Athyriaceae, Blechnaceae, Cystopteridaceae, Dennstaedtiaceae, Dryopteridaceae, Onocleaceae, Polypodiaceae, Pteridaceae, Thelypteridaceae, Woodsiaceae; до порядку хвощі (Equisetales) належить родина Equisetaceae; до порядку сальвінії (Salviniales) належать родини: Marsileaceae, Salviniaceae; до порядку вужачки (Ophioglossales) належить родина Ophioglossaceae.
| №  | Вид                                                                                              | Розповсюдження в Україні | Джерело інформації | Родина                              | Зображення |
| -- | ------------------------------------------------------------------------------------------------ | --- | ------------------ | ----------------------------------- | ---------- |
| 1  | Селезінник чорний Asplenium adiantum-nigrum L.                                                   | На затінених скелях — у Карпатах, західному Лісостепу (Сатанів), гірському Криму, рідко. У ЧКУ має статус «рідкісний» | [ 6 ]              | Селезінникові Aspleniaceae          |            |
| 2  | Селезінник лікарський Asplenium ceterach L.                                                      | Гірський Крим (переважно на південному макросхилі), зрідка на Керченському півострові в місцях виходів вапнякових відслонень | [ 7 ]              | …                                   |            |
| 3  | Селезінник клинолистий Asplenium cuneifolium Viv.                                                | Закарпаття, Прикарпаття | …                  | …                                   |            |
| 4  | Селезінник весняний Asplenium fontanum (L.) Bernh.                                               | Карпати (окол. м. Сколе Львівської обл.) | …                  | …                                   |            |
| 5  | Селезінник яйцелистий Asplenium obovatum Viv.                                                    | Гірський Крим | …                  | …                                   |            |
| 6  | Селезінник муровий Asplenium ruta-muraria L.                                                     | Карпати, Крим, Степова (Причорноморська низовина, Придніпровська і Приазовська височини, Донецький кряж) і Лісостепова зони (Розточчя, Волино-Подільська височина), Полісся (зрідка на Житомирському Поліссі в місцях гранітних відслонень)                       | …                  | …                                   |            |
| 7  | Селезінник північний Asplenium septentrionale (L.) Hoffm.                                        | Карпати, Крим, Степова (Придніпровська і Приазовська височини, Донецький кряж) і Лісостепова зони (Волинська і Придніпровська височини), Полісся (зрідка на Волинському і Житомирському Поліссі в місцях гранітних відслонень)                                    | …                  | …                                   |            |
| 8  | Селезінник сколопендровий Asplenium scolopendrium L.                                             | Карпати, Крим, Подільська височина і зрідка на східних відрогах Придніпровської височини (окол. м. Біла Церква Київської обл.) | …                  | …                                   |            |
| 9  | Селезінник волосинчастий Asplenium trichomanes L.                                                | На всій території країни, за винятком Причорноморської низовини, Середньоросійської височини і Лівобережного Полісся | …                  | …                                   |            |
| 10 | Селезінник зелений Asplenium viride Huds.                                                        | Розточчя (зрідка), Карпати, Гірський Крим | …                  | …                                   |            |
| 11 | Селезінник витончений Asplenium lepidum C.Presl                                                  | Крим. Невелика популяція цієї рослини (не більше 10 особин) зростає на старому мурі Козьмо-Дем’янівського монастиря на висоті близько 700 м над р.м. | [ 8 ]              | …                                   |            |
| 12 | Безщитник альпійський Athyrium distentifolium Opiz                                               | У гірських лісах — у Карпатах і зах. ч. Лісостепу | [ 9 ]              | Безщитникові Athyriaceae            |            |
| 13 | Безщитник жіночий Athyrium filix-femina (L.) Roth                                                | У лісах, вологих місцях — майже на всій території, крім південних степових районів | …                  | …                                   |            |
| 14 | Ребрівка звичайна Blechnum spicant (L.) Roth                                                     | У тінистих і вологих хвойних лісах і на луках — у Карпатах звичайний; західному Лісостепу (Хмельницька обл.) рідше | [ 6 ]              | Ребрівкові Blechnaceae              |            |
| 15 | Міхурниця альпійська Cystopteris alpina (Lam.) Desv.                                             | У тріщинах затінених вапнякових скель — Карпати. У ЧКУ має статус «рідкісний» | ЧКУ                | Міхурницеві Cystopteridaceae        |            |
| 16 | Міхурниця ламка Cystopteris fragilis (L.) Bernh.                                                 | У тінистих лісах, на скелях, а також в глибоких затінених ущелинах скель — у Карпатах, на Поліссі, у Лісостепу, Степу (зрідка), гірському Криму | [ 10 ]             | …                                   |            |
| 17 | Міхурниця гірська Cystopteris montana (Lam.) Bernh.                                              | На сухих або злегка вологих скелях або кам'янистих схилах, б. ч. під пологом лісу — у Карпатах (зрідка). У ЧКУ має статус «вразливий» | [ 9 ]              | …                                   |            |
| 18 | Міхурниця судетська Cystopteris sudetica A.Braun & Milde                                         | На затінених скелях і кам'янистих схилах, переважно в гірських лісах — зрідка в Карпатах і Опіллі (в ок. Львова). У ЧКУ має статус «зникаючий» | …                  | …                                   |            |
| 19 | Голокупник дубовий Gymnocarpium dryopteris (L.) Newman                                           | У тінистих лісах — у Карпатах звичайний; на Поліссі та в Лісостепу зрідка | [ 11 ]             | …                                   |            |
| 20 | Голокупник Роберта Gymnocarpium robertianum (Hoffm.) Newman                                      | У лісах на виходах вапняних порід — у Карпатах і Прикарпатті звичайно; в західному Лісостепу зрідка (в Хмельницькій обл., по р. Дністер). | …                  | …                                   |            |
| 21 | Орляк звичайний Pteridium aquilinum (L.) Kuhn, syn. Pteridium tauricum V.I.Krecz. ex Grossh.     | У лісах і серед чагарників — у Карпатах, Розточчі-Опіллі, Поліссі, Лісостепу звичайно; у Степу, по долинах річок | [ 12 ]             | Dennstaedtiaceae                    |            |
| 22 | Щитник лускатий Dryopteris affinis (Lowe) Fraser-Jenk.                                           | У тінистих лісах — у Карпатах | [ 10 ]             | Щитникові Dryopteridaceae           |            |
| 23 | Щитник Боррера Dryopteris borreri (Newman) Oberh. & Tavel                                        | Більш-менш звичайно в Карпатах і Розточчі-Опіллі, рідше – на Західному і Малому Поліссі | [ 13 ]             | …                                   |            |
| 24 | Щитник остистий Dryopteris carthusiana (Vill.) H.P.Fuchs                                         | У лісах серед чагарників, на вирубках — на б. ч. України, звичайно; в Степу і Криму, рідко | [ 14 ]             | …                                   |            |
| 25 | Щитник гребенястий Dryopteris cristata (L.) A.Gray                                               | У лісах на заболочених місцях — у Прикарпатті, Розточчя-Опілля, на Поліссі, у Лісостепу і пн. ч. Степу (по Дінцю й Осколу), рідко | …                  | …                                   |            |
| 26 | Щитник широколистий Dryopteris dilatata (Hoffm.) A.Gray                                          | У тінистих лісах — у Карпатах, Прикарпатті, Розточчі, б. м. зазвичай; на Поліссі рідко | …                  | …                                   |            |
| 27 | Щитник розлогий Dryopteris expansa (C.Presl) Fraser-Jenk. & Jermy                                | У гірських лісах — у Карпатах, рідко | …                  | …                                   |            |
| 28 | Щитник чоловічий Dryopteris filix-mas (L.) Schott                                                | У тінистих, частіше листяних лісах на сухих родючих, іноді кам'янистих або піщаних ґрунтах — на всій території, у Степу рідко | [ 10 ]             | …                                   |            |
| 29 | Щитник кавказький Dryopteris caucasica (A.Braun) Fraser-Jenk. & Corley                           | В Україні відомий з Прут-Дністровського межиріччя (Чернівецька область) і Криму | [ 15 ]             | …                                   |            |
| 30 | Щитник Віллара Dryopteris villarii (Bellardi) Woyn. ex Schinz & Thell.                           | В Україні вид виявлений у Гірському Криму. У ЧКУ має статус «вразливий» | …                  | …                                   |            |
| 31 | Багаторядник шипуватий Polystichum aculeatum (L.) Roth                                           | У ялинових і букових лісах і на скелях — у Карпатах; дуже рідко в Лісостепу і гірському Криму | [ 11 ]             | …                                   |            |
| 32 | Багаторядник Брауна Polystichum braunii (Spenner) Fée                                            | У вологих, затінених місцях у лісах — дуже рідко в Карпатах, Розточчі-Опіллі, Правобережному Поліссі, західному і правобережному Лісостепу (бл. Канева) | …                  | …                                   |            |
| 33 | Багаторядник щетинястий Polystichum setiferum (Forssk.) Moore ex Woyn.                           | На кам'янистому ґрунті у вологих затінених місцях — на ПБК, дуже рідко | …                  | …                                   |            |
| 34 | Багаторядник списоподібний Polystichum lonchitis (L.) Roth                                       | На затінених, рідше відкритих скелях у лісовій і альпійській смугах — у Карпатах і гірському Криму, зрідка; в Розточчі-Опіллі, дуже рідко | [ 14 ]             | …                                   |            |
| 35 | Хвощ польовий Equisetum arvense L.                                                               | На полях, покладах, у місцях з порушеною дерниною, на пісках, косах на берегах річок, лугах, особливо заплавних, у вологих світлих лісах — на всій території звичайний, але в Степу і Криму рідше, переважно на берегах річок                                     | [ 16 ]             | Хвощеві Equisetaceae                |            |
| 36 | Хвощ багновий Equisetum fluviatile L.                                                            | На болотах, в озерах, струмках і канавах, на берегах і в прибережних мілководдях — на всій території крім Криму | …                  | …                                   |            |
| 37 | Хвощ зимовий Equisetum hyemale L.                                                                | У сирих місцях у лісах і на луках — майже на всій території | [ 17 ]             | …                                   |            |
| 38 | Хвощ болотяний Equisetum palustre L.                                                             | На болотах, вологих луках, на низьких берегах річок і озер — у Карпатах, на Поліссі та в пн. ч. Лісостепу, рідше; у Степу, рідко (тільки по річках); у Криму, дуже рідко (Судак)                                                                                  | [ 16 ]             | …                                   |            |
| 39 | Хвощ лучний Equisetum pratense Ehrh.                                                             | У лісах, на галявинах, узліссях, серед чагарників, по вогких луках, окрайках боліт і в долинах річок — у Карпатах, Поліссі, Лісостепу | …                  | …                                   |            |
| 40 | Хвощ гіллястий Equisetum ramosissimum Desf.                                                      | У сухих і вологих піщаних місцях і галечниках на берегах річок, рідше на луках — у Закарпатті та Прикарпатті рідко; в півд. ч. Лісостепу і Степу звичайний; у Криму рідко                                                                                         | [ 18 ]             | …                                   |            |
| 41 | Хвощ лісовий Equisetum sylvaticum L.                                                             | У тінистих місцях, на узліссях, серед чагарників, на вологих луках, біля боліт, на берегах водойм — у Карпатах і на Поліссі, зазвичай, у пн. Лісостепу | [ 16 ]             | …                                   |            |
| 42 | Хвощ великий Equisetum telmateia Ehrh.                                                           | У заболочених місцях і в ярах — у Карпатах, західному Лісостепу, гірському Криму, на Лівобережжі, рідко. | …                  | …                                   |            |
| 43 | Хвощ рябий Equisetum variegatum Schleich. ex F.Weber & D.Mohr                                    | У вологих піщаних місцях — у Карпатах, зрідка в західному Лісостепу (Хмельницька обл.) і Правобережного Лісостепу (ок. Вінниці, Києва) | [ 18 ]             | …                                   |            |
| 44 | Чотирилистка водяна Marsilea quadrifolia L.                                                      | У стоячих водах або на дрібних, що іноді пересихають мулистих місцях — дуже рідко (Закарпатська обл., по р. Латориця і її притоках; на Поліссі — Шацькі озера, на Пд. Бузі — Вінницька обл., Ладижин; по Дністру і в пониззі Дунаю). У ЧКУ має статус «вразливий» | [ 19 ]             | Чотирилисткові Marsileaceae         |            |
| 45 | Кульківник прибережний Pilularia globulifera L.                                                  | На перезволожених прибережних ділянках, на берегах водойм і на мілководдях — дуже рідко (Одеська обл., Ренійський район). У ЧКУ має статус «зникаючий» | [ 19 ]             | …                                   |            |
| 46 | Страусове перо звичайне Matteuccia struthiopteris (L.) Tod. або Onoclea struthiopteris (L.) Roth | У тінистих лісах, на вологих місцях — зрідка в Карпатах, Розточчі-Опіллі, Поліссі, Лісостепу | [ 20 ]             | Страусопері Onocleaceae             |            |
| 47 | Ключ-трава півмісяцева Botrychium lunaria (L.) Sw.                                               | На сухих луках, у світлих лісах, серед чагарників — у Карпатах, на Поліссі, у Лісостепу, гірському Криму, рідко. У ЧКУ має статус «вразливий» | [ 20 ]             | Вужачкові Ophioglossaceae           |            |
| 48 | Ключ-трава ромашколиста Botrychium matricariifolium (Retz.) A.Braun ex W.D.J.Koch                | У світлих лісах, на схилах, гірських луках — у Львівській обл. і Карпатах, рідко. У ЧКУ має статус «зникаючий» | …                  | …                                   |            |
| 49 | Ключ-трава багатодільна Botrychium multifidum (S.G.Gmel.) Rupr.                                  | На луках, трав'янистих схилах, у світлих лесах — на Поліссі та в Лісостепу, рідко. У ЧКУ має статус «рідкісний» | …                  | …                                   |            |
| 50 | Ключ-трава проста Botrychium simplex E.Hitchc.                                                   | B. simplex для України відомий лише з долини р. Харків, зокрема з вологих прирічкових пісків з угрупованням Juncus capitatus Weigel. | [ 21 ]             | …                                   |            |
| 51 | Ключ-трава вірґінська Botrychium virginianum (L.) Sw.                                            | На лісових луках, серед чагарників — на Поліссі та в Лісостепу, рідко. У ЧКУ має статус «зникаючий» | [ 20 ]             | …                                   |            |
| 52 | Вужачка звичайна Ophioglossum vulgatum L.                                                        | На вологих лісових лугах, у лісах, на галявинах, серед чагарників — рідко в Закарпатті, на Поліссі, Лісостепу, дуже рідко в Степу, гірському Криму | [ 20 ]             | …                                   |            |
| 53 | Polypodium cambricum L.                                                                          | Крим | [ 22 ]             | Солодицеві Polypodiaceae            |            |
| 54 | Солодиця проміжна Polypodium interjectum Shivas                                                  | На скелях, переважно вапняних, на ґрунті в тінистих лісах — у Карпатах, на Товтрах, рідко | [ 12 ]             | …                                   |            |
| 55 | Солодиця звичайна Polypodium vulgare L.                                                          | На затінених скелях, рідше у лісах — майже по всій території, спорадично | …                  | …                                   |            |
| 56 | Венерині кучері звичайні Adiantum capillus-veneris L.                                            | В ущелинах скель у водоспадів — на ПБК | [ 12 ]             | Крильникові Pteridaceae             |            |
| 57 | Листозгортка орлякова Cheilanthes acrostica (Balb.) Tod.                                         | У ялівцевому лісі на інтрузіях — на ПБК (південний схил гори Аюдаг) | …                  | …                                   |            |
| 58 | Листозгортка перська Cheilanthes persica (Bory) Mett. ex Kuhn                                    | В ущелинах вапнякових скель у нижньому гірському поясі, переважно в сухих районах — у Криму (ок. Ялти) | …                  | …                                   |            |
| 59 | Лусківниця південна Notholaena marantae (L.) Desv.                                               | На скелях — на ПБК (гори Чатир-Даг і Аюдаг) | …                  | …                                   |            |
| 60 | Тінелюбка тонколиста Anogramma leptophylla (L.) Link                                             | На затінених скелях — у гірському Криму (гора Кастель), на ПБК (гора Аюдаг) | [ 6 ]              | …                                   |            |
| 61 | Крильник південний Pteris cretica L.                                                             | На скелях у лісах, по сухих кам'янистих схилах, на стінах будинків — ПБК (Гаспра), дуже рідко | [ 19 ]             | …                                   |            |
| 62 | Сальвінія плавуча Salvinia natans (L.) All.                                                      | У повільних або стоячих водах і озерах — спорадично в багатьох р-нах | [ 19 ]             | Сальвінієві Salviniaceae            |            |
| 63 | Букова папороть лісова Phegopteris connectilis (Michx.) Watt                                     | У тінистих лісах — у Карпатах, значно рідше на Поліссі | [ 11 ]             | Болотянопапоротеві Thelypteridaceae |            |
| 64 | Гірська папороть лісова Oreopteris limbosperma (All.) Holub                                      | У гірських тінистих лісах, на галявинах, вирубках, узліссях — у Карпатах | …                  | …                                   |            |
| 65 | Болотяна папороть звичайна Thelypteris palustris Schott                                          | На болотах, у вільшаниках — на Поліссі та в Лісостепу, зазвичай; у Карпатах зрідка; у Степу, по річках; у Криму дуже рідко (в районі Ялти і заповідно-мисливського господарства)                                                                                  | …                  | …                                   |            |
| 66 | Вудсія альпійська Woodsia alpina (Bolton) Gray                                                   | В ущелинах скель — Карпати (Чорногора, Чивчино-Гринявські гори), Донецька обл. (Володарський р-н), заповідник «Кам'яні Могили», дуже рідко | [ 9 ]              | Вудсієві Woodsiaceae                |            |
| 67 | Вудсія бура Woodsia ilvensis (L.) R.Br.                                                          | В ущелинах скель — дуже рідко в Карпатах (Перечинський р-н, гора Попрічний верх, Ужгородський р-н, передгір'я) і на Поліссі (в ок. Житомира) | …                  | …                                   |            |

## Голонасінні
Чотири родини українських голонасінних представляють два порядки: ефедри (Ephedrales) з родиною ефедрових та сосни (Pinales) з рештою трьома родинами.
| №  | Вид                                                                       | Розповсюдження в Україні | Джерело інформації | Родина                  | Зображення |
| -- | ------------------------------------------------------------------------- | --- | ------------------ | ----------------------- | ---------- |
| 1  | Ефедра звичайна Ephedra distachya L.                                      | Зростає на кам'янистих місцях, пісках, особливо на приморських і степових схилах — у Лісостепу (на півдні), Степу та Криму | [ 23 ]             | Ефедрові Ephedraceae    |            |
| 2  | Яловець звичайний Juniperus communis L.                                   | Зростає у соснових лісах — у Карпатах (у нижній частині гір), на Поліссі; зрідка в пн. ч. Лісостепу | …                  | Кипарисові Cupressaceae |            |
| 3  | Яловець червоний Juniperus deltoides R.P.Adams або Juniperus oxycedrus L. | Зростає на сухих відкритих схилах, кам'янистих ґрунтах — у гірському Криму; насамперед на ПБК від Севастополя до Феодосії | …                  | …                       |            |
| 4  | Яловець високий Juniperus excelsa M.Bieb.                                 | Зростає на сухих вапняних схилах в нижньому поясі гір — у Криму від Севастополя до Судака. У ЧКУ має статус «вразливий» | …                  | …                       |            |
| 5  | Яловець смердючий Juniperus foetidissima Willd.                           | Зростає у букових лісах — на північних схилах гір в Криму, рідко. У ЧКУ має статус «рідкісний» | …                  | …                       |            |
| 6  | Яловець козацький Juniperus sabina L.                                     | Зростає на вапняних скелях — у Закарпатті, дуже рідко, у Криму в верхньому поясі гір і на вершинах головного хребта, звичайний | …                  | …                       |            |
| 7  | Ялиця біла Abies alba Mill.                                               | Зростає у лісах — у Карпатах, зрідка також на рівнині в пн.-зх. ч. країни | [ 24 ]             | Соснові Pinaceae        |            |
| 8  | Модрина європейська Larix decidua Mill.                                   | Зростає в Карпатах. У ЧКУ має статус «зникаючий» модрина польська Larix decidua var. polonica | [ 25 ]             | …                       |            |
| 9  | Ялина звичайна Picea abies (L.) H.Karst.                                  | Зростає у лісах — у Карпатах, рідше Прикарпатті; острівцями зростає в Розточчі, західному й Волинському Лісостепу, західному Поліссі, дуже рідко в Житомирському Поліссі, Овруцькому районі та Чернігівському Поліссі | [ 26 ]             | …                       |            |
| 10 | Pinus brutia Ten.                                                         | Зростає у лісах — на ПБК. У ЧКУ має статус «вразливий» сосна Станкевича Pinus brutia var. pityusa | [ 27 ]             | …                       |            |
| 11 | Сосна кедрова Pinus cembra L.                                             | Зростає у гірських лісах — у Карпатах, рідко. У ЧКУ має статус «вразливий» | …                  | …                       |            |
| 12 | Сосна чорна Pinus nigra J.F.Arnold                                        | Зростає у лісах — у гірському Криму від Бахчисарая й Інкермана до Судака і скель Ечки-Дага в долині Отуз | …                  | …                       |            |
| 13 | Сосна гірська Pinus mugo Turra                                            | Зростає у заростях чагарників, вище межі лісу, в субальпійському і альпійському поясах, утворює т. зв. криволісся — у Карпатах (Чорногора, Горгани, Чивчинські гори) | [ 28 ]             | …                       |            |
| 14 | Сосна звичайна Pinus sylvestris L.                                        | Зростає у лісах, чисто соснових або змішаних, передусім із дубом — на Поліссі та в пн. ч. Лісостепу; в пд. ч. Лісостепу і пн. ч. Степу на піщаних терасах річок Тясмину, Росі, Псла, Ворскли, Сів. Дінця, Оскола, Айдара, Червоної, Самари. У ЧКУ має статус «вразливий» сосна крейдова Pinus sylvestris var. sylvestris | …                  | …                       |            |
| 15 | Тис звичайний Taxus baccata L.                                            | Зростає у букових, грабових або темнохвойних лісах, на вапняних грунтах, в гірських скельних ущелинах — у Карпатах, Прикарпатті, гірському Криму, зрідка. У ЧКУ має статус «вразливий» | [ 29 ]             | Тисові Taxaceae         |            |

## Покритонасінні

### Місцеві лататтєцвіті Nymphaeales
| № | Вид                                          | Розповсюдження в Україні                                                | Джерело інформації | Родина                 | Зображення |
| - | -------------------------------------------- | ----------------------------------------------------------------------- | ------------------ | ---------------------- | ---------- |
| 1 | Глечики малі Nuphar pumila (Timm) DC.        | У Поліському природному заповіднику                                     | [ 30 ]             | Лататтєві Nymphaeaceae |            |
| 2 | Глечики жовті Nuphar lutea (L.) Sm.          | У стоячих і повільних водах — майже на всій території, крім Криму       | [ 31 ]             | …                      |            |
| 3 | Латаття біле Nymphaea alba L.                | У стоячих і повільних водах — майже на всій території, крім Криму       | …                  | …                      |            |
| 4 | Латаття сніжно-біле Nymphaea candida C.Presl | У стоячих і повільних водах, старицях, ставках — у Поліссі та Лісостепу | …                  | …                      |            |

### Місцеві перцевоцвіті Piperales
| № | Вид                                            | Розповсюдження в Україні                                                                  | Джерело інформації | Родина                        | Зображення |
| - | ---------------------------------------------- | ----------------------------------------------------------------------------------------- | ------------------ | ----------------------------- | ---------- |
| 1 | Хвилівник звичайний Aristolochia clematitis L. | У тінистих вологих лісах, чагарниках, заплавах річок, на відслоненнях — на всій території | [ 31 ]             | Хвилівникові Aristolochiaceae |            |
| 2 | Копитняк звичайний Asarum europaeum L.         | У тінистих лесах — на б. ч. території, на південь доходить до м. Дніпра                   | …                  | …                             |            |

### Місцеві кушироцвіті Ceratophyllales
| № | Вид                                                 | Розповсюдження в Україні | Джерело інформації | Родина                    | Зображення |
| - | --------------------------------------------------- | --- | ------------------ | ------------------------- | ---------- |
| 1 | Кушир занурений Ceratophyllum demersum L.           | У стоячих і повільних водах — звичайний на всій території, але в Криму відомий лише в ок. Сімферополя                        | [ 32 ]             | Куширові Ceratophyllaceae |            |
| 2 | Кушир плоскоостий Ceratophyllum platyacanthum Cham. | У стоячих і повільних водах — відомий з небагатьох місць у Поліссі та Степу (Маріуполь, Херсон)                              | …                  | …                         |            |
| 3 | Кушир підводний Ceratophyllum submersum L.          | У стоячих і повільних водах — майже на всій території, зрідка; у Криму тільки в горах, в заповідно-мисливському господарстві | [ 31 ]             | …                         |            |
| 4 | Кушир донський Ceratophyllum tanaiticum Sapjegin    | В озерах, на болотах — у Лісостепу і Степу; рідкісна реліктова рослина                                                       | …                  | …                         |            |

### Місцеві однодольні Monocots
У місцевій флорі України є представники 7 порядків (із 11 загалом)

### Місцеві дводольні Eudicots
У місцевій флорі України є представники 28 порядків (із 44 загалом)

I.
II.
III.
Виноградоцвіті (Vitales): 
| № | Вид                                  | Розповсюдження в Україні | Джерело інформації | Родина               | Зображення |
| - | ------------------------------------ | --- | ------------------ | -------------------- | ---------- |
| 1 | Виноград справжній Vitis vinifera L. | У садах, на виноградниках — майже на всій території, але найчастіше у Степу, Лісостепу, Закарпатті та особливо багато у Криму | [ 33 ]             | Виноградові Vitaceae |            |

IV.
Гарбузоцвіті (Cucurbitales): 
| № | Вид                                                       | Розповсюдження в Україні | Джерело інформації | Родина                  | Зображення |
| - | --------------------------------------------------------- | --- | ------------------ | ----------------------- | ---------- |
| 1 | Переступень чорноягідний Bryonia alba L.                  | Серед чагарників, у лісах, біля ааборів – майже по всій території, найчастіше зустрічається у степових і лісостепових р-нах у Криму | [ 34 ]             | Гарбузові Cucurbitaceae |            |
| 2 | Переступень червоноягідний Bryonia cretica L.             | Серед чагарників, під парканами — у західних лісових і лісостепових р-нах; у Криму, рідко                                           | …                  | …                       |            |
| 3 | Огірок-пирскач звичайний Ecballium elaterium (L.) A.Rich. | На бур'янах, біля огорож, стін, доріг, у приморській смузі — на півдні степовій ч. території (Одеса, Очаків) і в Криму              | …                  | …                       |            |

V.
VI.
VII.
VIII.
Zygophyllales (паролистоцвіті): 
| № | Вид                                      | Розповсюдження в Україні | Джерело інформації | Родина                     | Зображення |
| - | ---------------------------------------- | --- | ------------------ | -------------------------- | ---------- |
| 1 | Якірці колючі Tribulus terrestris L.     | На півдні Лісостепу, у Степу, у Криму | [ 36 ]             | Паролистові Zygophyllaceae |            |
| 2 | Паролист звичайний Zygophyllum fabago L. | На приморських берегах, у піщанистих і солонцюватих місцях, рідше як бур'ян на засмічених місцях, поблизу будівель — у південній частині Степу, в передгір'ях і Південного узбережжя Криму | [ 37 ]             | …                          |            |

IX.
Бруслиноцвіті (Celastrales): 
| № | Вид                                                                             | Розповсюдження в Україні | Джерело інформації | Родина                  | Зображення |
| - | ------------------------------------------------------------------------------- | --- | ------------------ | ----------------------- | ---------- |
| 1 | Білозір болотяний Parnassia palustris L.                                        | На сирих луках, болотами — на Поліссі звичайний; у Лісостепу рідше; у Карпатах заходить до альпійського поясу | [ 38 ]             | Бруслинові Celastraceae |            |
| 2 | Бруслина європейська Euonymus europaeus L., у т. ч. Euonymus czernjaevii Klokov | У лісах і серед чагарників — у б. ч. України, крім Карпат, рідко на півдні Степу, але знову з'являється у горах Криму | [ 33 ]             | …                       |            |
| 3 | Бруслина бородавчаста Euonymus verrucosus Scop.                                 | У лісах, на узліссях — майже по всій Україні, на півдні Степу рідко, але знову з'являється у гірському Криму | …                  | …                       |            |
| 4 | Бруслина широколиста Euonymus latifolius (L.) Mill.                             | У лісах, особливо букових, у балках — у гірському Криму, звичайний; розводиться також у садах і парках | [ 39 ]             | …                       |            |
| 5 | Бруслина карликова Euonymus nanus M.Bieb.                                       | У грабових і дубово-грабових лісах у долинах річок — у Прикарпатті (Чернівецька обл.), Лісостепу (на Правобережжі), Криму (ок. Сімферополя по р. В. Бурульчі), зрідка; релікт третинного часу. У ЧКУ має статус «вразливий» | …                  | …                       |            |

X.
XI.
Квасеницецвіті (Oxalidales): 
| № | Вид                                     | Розповсюдження в Україні                                                                                            | Джерело інформації | Родина                  | Зображення |
| - | --------------------------------------- | --- | ------------------ | ----------------------- | ---------- |
| 1 | Квасениця звичайна Oxalis acetosella L. | У тінистих, вологих, переважно хвойних, лісах, серед чагарників — у лісових районах і західному Лісостепу звичайний | [ 36 ]             | Квасеницеві Oxalidaceae |            |

XII.
XIII.
Crossosomatales: 
| № | Вид                                   | Розповсюдження в Україні | Джерело інформації | Родина                   | Зображення |
| - | ------------------------------------- | --- | ------------------ | ------------------------ | ---------- |
| 1 | Клокичка периста Staphylea pinnata L. | У світлих широколистяних лісах, по лісових галявинах, галявинах, серед чагарникових чагарників, на схилах, оголеннях вапняків та інших порід — на Закарпатті, Расточсько-Опільських лісах, Волинському, Західному та Правобережному Лісостепу, зрідка. У ЧКУ має статус «рідкісний» | [ 40 ]             | Клокичкові Staphyleaceae |            |

XIV.
XV.
XVI.
XVII.
XVIII.
XIX.
XX.
Дереноцвіті (Cornales): 
| № | Вид                               | Розповсюдження в Україні | Джерело інформації | Родина             | Зображення |
| - | --------------------------------- | --- | ------------------ | ------------------ | ---------- |
| 1 | Дерен звичайний Cornus mas L.     | У лісах, серед чагарників — на Закарпатті, рідко; в 3. Лісостепу, часто; острівні місця на південному сході Правобережного Лісостепу (у Черкаській обл., пн. ч. Кіровоградської та Миколаївської областей); у Криму, звичайно | [ 41 ]             | Деренові Cornaceae |            |
| 2 | Дерен-свидина Cornus sanguinea L. | У лісах, серед чагарників — на б. ч. території, крім Криму | …                  | …                  |            |

XXI.
XXII.
XXIII.
XXIV.
XXV.
XXVI.
XXVII.
XXVIII.
…

### Натуралізовані
| №  | Вид                                                                        | Розповсюдження в Україні | Джерело інформації | Родина                       | Зображення |
| -- | -------------------------------------------------------------------------- | --- | ------------------ | ---------------------------- | ---------- |
| 1  | Стрілиця низька Sagittaria platyphylla (Engelm.) J.G.Sm.                   | На болотах і озерах — у Криму | [ 43 ]             | Частухові Alismataceae       |            |
| 2  | Щириця біла Amaranthus albus L.                                            | На полях, особливо в просапних культурах, у садах, на городах, засмічених місцях, поблизу житла, узбіччях доріг, залізничних насипах — у Лісостепу, Степу та Криму, звичайний; в інших районах рідше, в основному в околицях великих населених пунктів і по залізницях | [ 44 ]             | Щирицеві Amaranthaceae       |            |
| 3  | Щириця нахилена Amaranthus deflexus L.                                     | У засмічених місцях, садах, на городах — в ок. Харкова, Одеси, Херсона на ПБК | …                  | …                            |            |
| 4  | Щириця білонасінна Amaranthus hypochondriacus L.                           | У Лісостепу, спорадично. Дичавіє. Натуралізований у Криму | …                  | …                            |            |
| 5  | Щириця загнута Amaranthus retroflexus L.                                   | У засмічених місцях, біля житла, на городах, у садах, на полях (особливо в просапних культурах), узбіччях доріг, залізничних насипах — на всій території | …                  | …                            |            |
| 6  | Лутига городня Atriplex hortensis L.                                       | У садах, городах, по засмічених місцях, зрідка на солончаках — на всій території, крім гір | [ 45 ]             | …                            |            |
| 7  | Мітельник звичайний Bassia scoparia (L.) A.J.Scott                         | У садах, на городах, біля жител, часто дичавіє — по всій території | [ 46 ]             | …                            |            |
| 8  | Лобода ряснолиста Blitum virgatum L.                                       | На крейдяних і кам'янистих відслоненнях, пісках, засмічених місцях — на всій території | …                  | …                            |            |
| 9  | Dysphania ambrosioides (L.) Mosyakin & Clemants                            | На полях, біля доріг і в засмічених місцях — у Лісостепу, Криму | [ 47 ]             | …                            |            |
| 10 | Dysphania pumilio (R.Br.) Mosyakin & Clemants                              | Натуралізований в Україні | [ 48 ]             | …                            |            |
| 11 | Dysphania schraderiana (Schult.) Mosyakin & Clemants                       | На полях, дичавіє — у Лісостепу і Степу | [ 47 ]             | …                            |            |
| 12 | Курай пагорбовий Salsola collina Pallas                                    | Натуралізований в Україні | [ 49 ]             | …                            |            |
| 13 | Амброзія полинолиста Ambrosia artemisiifolia L.                            | На полях, пасовищах, городах, засмічених місцях, пустирях, уздовж доріг, на залізничних насипах, у лісосмугах, на берегах річок — у Закарпатській, Чернівецькій, Львівській, Київській, Чернігівській, Сумській, Вінницькій, Черкаській, Полтавській, Харківській, Херсонській, Кримській областях — рідко; у Донецькій, Луганській, Кіровоградській, Одеській, Миколаївській, Дніпропетровській, Запорізькій — часто | [ 50 ]             | Айстрові Asteraceae          |            |
| 14 | Нетреба колюча Xanthium spinosum L.                                        | На засмічених та інших рудеральних місцях, уздовж доріг, на вигонах, берегах водойм — на всій території; батьківщиною є Пд. Америка | …                  | …                            |            |
| 15 | Нетреба звичайна Xanthium strumarium L.                                    | На засмічених місцях, уздовж доріг, каналів, на залізничних насипах, берегах водойм, у посівах просапних культур, на городах, у садах, на вигонах — б. м. звичайно | …                  | …                            |            |
| 16 | Череда листяна Bidens frondosa L.                                          | На берегах річок, у засмічених місцях, у скверах — у басейнах великих річок, спорадично | [ 51 ]             | …                            |            |
| 17 | Чорнощир звичайний Cyclachaena xanthiifolia (Nutt.) Fresen.                | У рудеральних місцях, уздовж доріг, на берегах річок, каналів, особливо часто на залізничних насипах, зрідка на городах і в посівах — на всій території | [ 50 ]             | …                            |            |
| 18 | Злинка однорічна Erigeron annuus (L.) Pers.                                | У лісах, узліссях, берегах річок і лугах, засмічених місцях — на всій території, розсіяно | [ 52 ]             | …                            |            |
| 19 | Злинка канадська Erigeron canadensis L.                                    | У відкритих піщанистих місцях, на полях, городах — на всій території, розсіяно, місцями в дуже великій кількості | [ 53 ]             | …                            |            |
| 20 | Erigeron sumatrensis Retz.                                                 | Натуралізований у Криму | [ 54 ]             | …                            |            |
| 21 | Незбутниця дрібноцвіта Galinsoga parviflora Cav.                           | На засмічених, переважно рудеральних, тінистих і вологих місцях проживання, на городах, у садах і парках, на клумбах, газонах, часто на полях у просапних культурах — у лісових районах і Лісостепу, спорадично, місцями дуже часто; в Степу, дуже рідко, переважно у великих містах | [ 51 ]             | …                            |            |
| 22 | Galinsoga quadriradiata Ruiz & Pav.                                        | Натуралізований в Україні | [ 55 ]             | …                            |            |
| 23 | Ґринделія розчепірена Grindelia squarrosa (Pursh) Dunal                    | По пасовищах, покладах, уздовж доріг і на пустирях — у Лісостепу і Степу, спорадично. Натуралізований в Україні | [ 56 ]             | …                            |            |
| 24 | Топінамбур Helianthus tuberosus L.                                         | На городах — на всій території | [ 57 ]             | …                            |            |
| 25 | Jacobaea maritima (L.) Pelser & Meijden                                    | Натуралізований у Криму | [ 58 ]             | …                            |            |
| 26 | Matricaria discoidea DC.                                                   | На полях і луках, краях доріг і в посівах — на всій території | [ 59 ]             | …                            |            |
| 27 | Рудбекія шорстка Rudbeckia hirta L.                                        | По всій території, іноді трапляється здичавілим | [ 57 ]             | …                            |            |
| 28 | Рудбекія кінчаста Rudbeckia laciniata L.                                   | По всій території, іноді трапляється здичавілим | …                  | …                            |            |
| 29 | Золотушник канадський Solidago canadensis L.                               | У садах, парках, на квітниках — на всій території, рідко | [ 60 ]             | …                            |            |
| 30 | Пижмо бальзамічне Tanacetum balsamita L.                                   | У садах і на городах, дичавіє; на ПБК, рідко. | [ 59 ]             | …                            |            |
| 31 | Пижмо жовтозільнолисте Tanacetum cinerariifolium (Trevir.) Sch.Bip.        | На плантаціях лікарських рослин — у Лісостепу та Степу, Криму | [ 61 ]             | …                            |            |
| 32 | Розрив-трава дрібноцвіта Impatiens parviflora DC.                          | У тінистих і вологих місцях проживання. На засмічених місцях, біля жител, у палісадниках, парках, садах, приміських лісах, рідше в листяних лісах, уздовж доріг і на засмічених місцях — у Карпатах, Розточчі-Опіллі, на Поліссі, у пн. ч. Лісостепу; батьківщиною є сх. Азія | [ 62 ]             | Бальзаминові Balsaminaceae   |            |
| 33 | Магонія падуболиста Mahonia aquifolium (Pursh) Nutt.                       | У парках і скверах — по всій території | [ 63 ]             | Барбарисові Berberidaceae    |            |
| 34 | Ліщина велика Corylus maxima Mill.                                         | У садах і парках — у Криму, зрідка в інших регіонах | [ 64 ]             | Березові Betulaceae          |            |
| 35 | Рогачка гальська Erucastrum gallicum (Willd.) O.E.Schulz                   | На крейдяних відкладеннях, біля доріг, по залізницях — у Лівобережному Лісостепу і передгір'ях Криму (бл. Булганака); батьківщиною є Середня Європа | [ 65 ]             | Капустяні Brassicaceae       |            |
| 36 | Хріниця густоцвіта Lepidium densiflorum Schrad.                            | На пісках, біля доріг (поширюється по залізних і шосейних дорогах) — на Поліссі та Лісостепу | [ 66 ]             | …                            |            |
| 37 | Жимолость козолиста Lonicera caprifolium L.                                | У садах і парках — майже на всій території, спорадично; на ПБК і Керченському півострові дичавіє | [ 67 ]             | Жимолостеві Caprifoliaceae   |            |
| 38 | Жимолость татарська Lonicera tatarica L.                                   | У садах і парках, захисних смугах уздовж залізниць, у полезахисних лісових смугах і лісових насадженнях — по всій території | …                  | …                            |            |
| 39 | Комеліна звичайна Commelina communis L.                                    | На засмічених місцях в тінистих і вологих місцях проживання, іноді засмічує посіви й городи — спорадично в Закарпатській, Житомирській, Київській, Черкаській, Вінницькій областях | [ 68 ]             | Комелінові Commelinaceae     |            |
| 40 | Смикавець індійський Cyperus difformis L.                                  | На сирих піщаних місцях, посівах рису — у Кілійській дельті Дунаю й Криму | [ 69 ]             | Осокові Cyperaceae           |            |
| 41 | Маслинка вузьколиста Elaeagnus angustifolia L.                             | У садах, парках, захисних насадженнях уздовж залізниць — майже по всій території | [ 70 ]             | Маслинкові Elaeagnaceae      |            |
| 42 | Журавець великокореневищний Geranium macrorrhizum L.                       | У квітниках — по всій території, зрідка; як здичавілий відомий з гірського Криму і Карпат | [ 71 ]             | Журавцеві Geraniaceae        |            |
| 43 | Najas graminea Delile                                                      | Натуралізований у Криму | [ 72 ]             | Жабурникові Hydrocharitaceae |            |
| 44 | Синьоочки вузьколисті Sisyrinchium montanum Greene                         | На луках, відкритих трав'янистих місцях і схилах. Адвентивна рослина — у Карпатах, Прикарпатті, спорадично; у Поліссі | [ 73 ]             | Півникові Iridaceae          |            |
| 45 | Лавр благородний Laurus nobilis L.                                         | У парках і садах — у Криму; дичавіє | [ 74 ]             | Лаврові Lauraceae            |            |
| 46 | Рожа садова Alcea rosea L.                                                 | На всій території | [ 75 ]             | Мальвові Malvaceae           |            |
| 47 | Інжир Ficus carica L.                                                      | У садах, парках — у Криму звичайний, в інших районах спорадичний; іноді дичавіє | [ 76 ]             | Шовковицеві Moraceae         |            |
| 48 | Шовковиця біла Morus alba L.                                               | У садах, лісопосадках — на всій території | …                  | …                            |            |
| 49 | Шовковиця чорна Morus nigra L.                                             | У садах, лісопосадках — на всій території | …                  | …                            |            |
| 50 | Квасениця пряма Oxalis stricta L.                                          | У садах, парках, скверах, на клумбах, городах, піщаних берегах річок, у лісах, уздовж доріг — на всій території, спорадично | [ 36 ]             | Квасеницеві Oxalidaceae      |            |
| 51 | Papaver lasiothrix Fedde                                                   | Натуралізований у Криму | [ 77 ]             | Макові Papaveraceae          |            |
| 52 | Багрина звичайна Phytolacca americana L.                                   | У садах, парках, іноді дичавіє — на півдні й у Криму | [ 78 ]             | Багринові Phytolaccaceae     |            |
| 53 | Гострянка довгоколючкова Cenchrus longispinus (Hack.) Fernald              | На приморських пісках, і супіщаних ґрунтах, у виноградниках — на півдні Степу, дуже рідко | [ 79 ]             | Злакові Poaceae              |            |
| 54 | Рис сійний Oryza sativa L.                                                 | На полях — у південних степових районах і Закарпатті | [ 80 ]             | …                            |            |
| 55 | Phyllostachys reticulata (Rupr.) K.Koch                                    | Натуралізований у Криму | [ 81 ]             | …                            |            |
| 56 | Далекосхідна гречка японська Reynoutria japonica Houtt.                    | По всій території, рідко | [ 82 ]             | Гречкові Polygonaceae        |            |
| 57 | Далекосхідна гречка сахалінська Reynoutria sachalinensis (F.Schmidt) Nakai | У квітниках, на городах — по всій території | …                  | …                            |            |

### Ймовірно вимерлі
| №  | Вид | Розповсюдження в Україні | Джерело інформації | Родина                       | Зображення |
| -- | --- | --- | ------------------ | ---------------------------- | ---------- |
| 1  | Ситняг багатостеблий Eleocharis multicaulis (Sm.) Desv.                                                            | Вид відомий за гербарними зразками, зібраний у Закарпатті, басейн р. Іршави біля с. Загаття. У ЧКУ має статус «зниклий у природі»                             | [ 83 ]             | Осокові Cyperaceae           |            |
| 2  | Ожика світла Luzula luzulina (Vill.) Dalla Torre & Sarnth.                                                         | Зростає у лісах, на луках — у Карпатах. У ЧКУ має статус «зниклий у природі»                                                                                  | [ 84 ]             | Ситникові Juncaceae          |            |
| 3  | Ожика колосиста Luzula spicata (L.) DC.                                                                            | Зростає на скелях, кам'янистих місцях — у Карпатах. У ЧКУ має статус «зниклий у природі»                                                                      | …                  | …                            |            |
| 4  | Мітличка Біберштайна Zingeria biebersteiniana (Claus) P.A.Smirn.                                                   | Зростає на сирих луках, біля водойм — у Криму, дуже рідко. У ЧКУ має статус «зниклий у природі»                                                               | [ 85 ]             | Злакові Poaceae              |            |
| 5  | Зайцехвіст яйцеподібний Lagurus ovatus L.                                                                          | В Україні вид знайшов поблизу Балаклави у Криму Левеє (Leveille, 1842) і підкріпив знахідку гербарним зразком. Однак згодом рослину в Криму ніхто не знаходив | [ 86 ]             | …                            |            |
| 6  | Колючконосець Сибторпа Echinophora sibthorpiana Guss. або Echinophora tenuifolia subsp. sibthorpiana (Guss.) Tutin | Зростає на березі моря — на ПБК (Судак). У ЧКУ має статус «зниклий у природі»                                                                                 | [ 87 ]             | Селерові Apiaceae            |            |
| 7  | Шильник водяний Subularia aquatica L.                                                                              | Зростає в річках і озерах — зазначено для Вінницькій обл. та Дніпропетровській обл.; ймовірно вимер. У ЧКУ має статус «зниклий у природі»                     | [ 88 ]             | Капустяні Brassicaceae       |            |
| 8  | Гвоздики сизі Dianthus gratianopolitanus Vill.                                                                     | Зростає на кам'янистих схилах — у Прикарпатті, дуже рідко. У ЧКУ має статус «зниклий у природі»                                                               | [ 89 ]             | Гвоздикові Caryophyllaceae   |            |
| 9  | Пухирник Брема Utricularia bremii Heer ex Koell.                                                                   | Зростає на торф'яних болотах, у канавах — у Закарпатті, рідко. У ЧКУ має статус «зниклий у природі»                                                           | [ 90 ]             | Пухирникові Lentibulariaceae |            |
| 10 | Рядник покутський Armeria pocutica Pawl.                                                                           | Зростає на луках лісового поясу — у Карпатах, дуже рідко (долина р. Чорний Черемош). У ЧКУ має статус «зниклий у природі»                                     | [ 91 ]             | Кермекові Plumbaginaceae     |            |
| 11 | Мілководник болотяний Ludwigia palustris (L.) Elliott                                                              | Зростає у стоячих і повільних водах, на болотах — у Закарпатті, рідко. У ЧКУ має статус «зниклий у природі»                                                   | [ 92 ]             | Онагрові Onagraceae          |            |
| 12 | Первоцвіт борошнистий Primula farinosa L.                                                                          | Зростає на гірських луках — у Закарпатті, дуже рідко. У ЧКУ має статус «зниклий у природі»                                                                    | [ 93 ]             | Первоцвітові Primulaceae     |            |
| 13 | Ломикамінь супротивнолистий Saxifraga oppositifolia L.                                                             | В Україні відомий лише з одного локалітету в Чорногорі. У ЧКУ має статус «зниклий у природі»                                                                  | [ 94 ]             | Ломикаменеві Saxifragaceae   |            |

- прим.